# Рожанский, Станислав Мечеславович
Станислав Мечеславович Рожанский (1871—1914) — полковник, герой Первой мировой войны.

## Биография
Родился 6 июля 1871 года, происходил из польских дворян Тифлисской губернии, по вероисповеданию католик. Образование получил в Тифлисской классической гимназии.
18 января 1888 года был зачислен в Тифлисское пехотное юнкерское училище, из которого выпущен с чином подпоручика с назначением в 150-й пехотный Таманский полк. 13 августа 1897 года произведён в поручики.
В 1900—1901 годах Рожанский принимал участие в Китайском походе, за отличие произведён в штабс-капитаны 15-го Восточно-Сибирского стрелкового полка (со старшинством от 13 августа 1901 года) и награждён орденами св. Станислава 3-й степени с мечами и бантом (в 1901 году) и св. Владимира 4-й степени с мечами и бантом (в 1902 году).
Во время русско-японской войны Рожанский также имел случаи для неоднократных отличий, был ранен. В этой кампании он заслужил ордена св. Анны 4-й степени, св. Анны 3-й степени с мечами и бантом, св. Станислава 2-й степени с мечами (все в 1905 году) и св. Анны 2-й степени с мечами (в 1907 году). Кроме того, 24 октября 1904 года он был награждён орденом св. Георгия 4-й степени
В воздаяние отличнаго мужества и храбрости, оказанных в делах против японцев в период бомбардировок и блокады Порт-Артура.
В 1906 году Рожанский за боевые отличия получил чин капитана (со старшинством от 22 ноября 1904 года).
26 ноября 1907 года Рожанский был произведён в подполковники и назначен командиром 4-го батальона 15-го Восточно-Сибирского стрелкового полка.
6 декабря 1910 года Рожанский был произведён в полковники, а 29 января 1913 года назначен командиром 16-го Сибирского стрелкового полка, в том же году получил орден св. Владимира 3-й степени. Во главе этого полка он встретил начало Первой мировой войны.
30 января 1915 года Рожанский был посмертно награждён орденом св. Георгия 3-й степени
За то, что в бою 3-го октября 1914 г. под гор. Варшавой, стремительной атакой во главе вверенного ему полка, под сильнейшим ружейным и артиллерийским огнём противника овладел укреплённым селением Ракитно. В течение 7 часов борясь за обладание с. Ракитно, будучи при этом ранен в начале боя, личным примером доблести и отваги способствовал высокому наступательному порыву вверенных ему чинов, результатом чего и было отбитие сильнейших атак противника и окончательное удержание за нами весьма важного пункта боевого участка. В последнюю минуту боя во главе 50 стрелков лично бросился в штыковую атаку, в которой и погиб.
В журнале боевых действий полка описываются события боя за Ракитно 2-3 октября, и указывается, что контратака на это село, возглавленная Рожанским вечером 2 октября, была неудачной и полк отошёл. Очевидцы видели лишь то, что Рожанский был тяжело ранен пулей в грудь, упал, и его некому было вынести с поля боя. Судьба командира полка была неизвестна вплоть до 7 октября, когда германские части отступили и 15-й сибирский стрелковый полк смог занять Ракитно, где тело командира полка было найдено среди других погибших в этом бою 274 чинов полка. Отдельно отмечается, что немцы ограбили всех погибших, за исключением Рожанского.
Имя С. М. Рожанского носит одна из улиц в Большой Берестовице.